# 레이테만

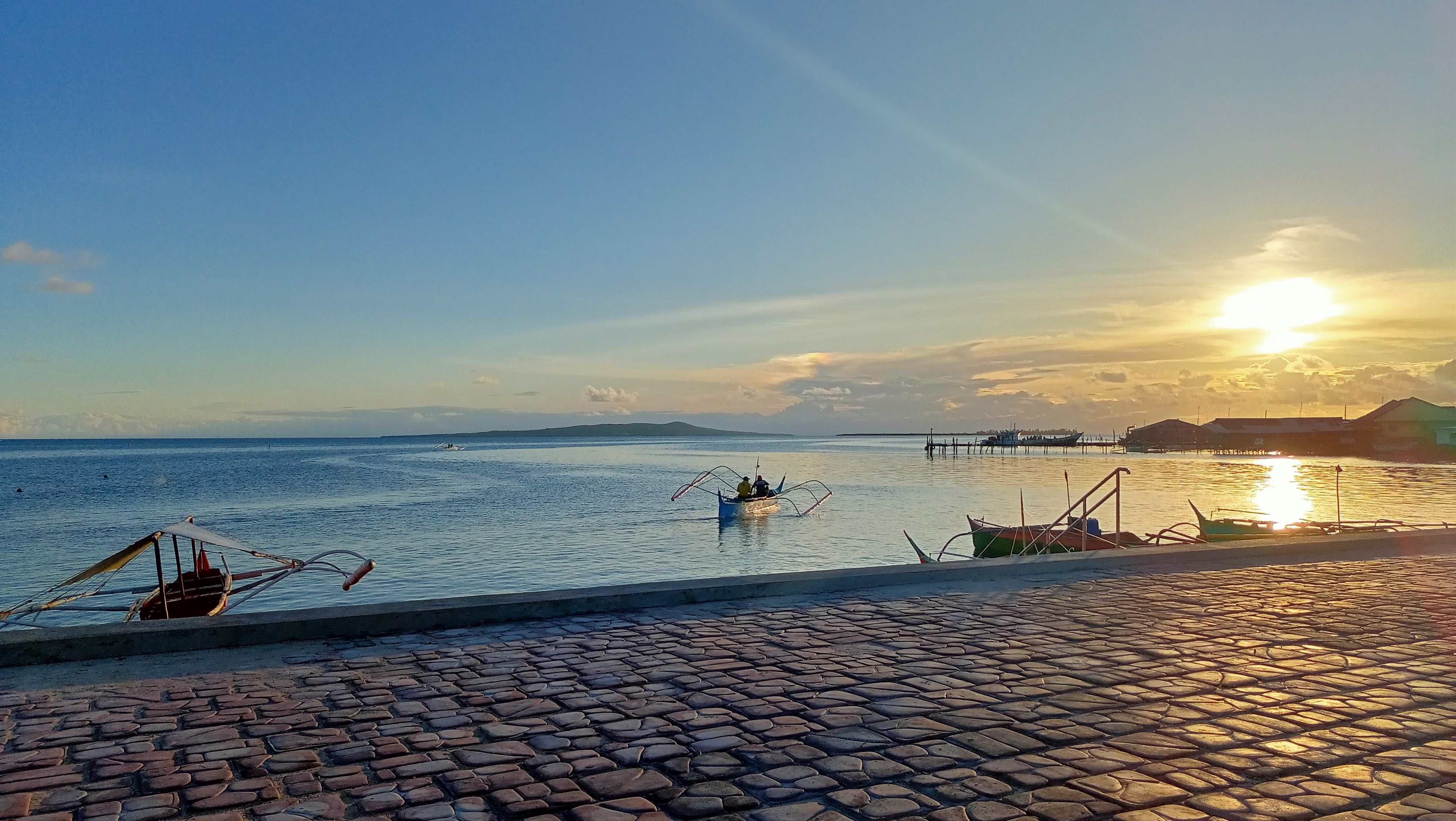
기완 근처의 레이테만

레이테 만(Leyte Gulf)은 필리핀 중부 비사야 제도의 태평양 측, 레이테섬의 정동에 있는 수역으로 필리핀해(태평양)가 들어가 있는 만이다. 만의 북쪽은 사마르섬에 둘러싸여 사마르섬과 남서쪽의 레이테섬은 좁은 산후아니코 해협으로 나뉘어 있다. 만의 남쪽 민다나오에서 레이테섬은 수리가오 해협으로 분리되어 있다.

## 개요
디나가트섬이 만 남동쪽을 부분적으로 막고 있으며, 작은 호몬혼섬(1521년, 페르디난드 마젤란이 태평양을 횡단 한 후에 처음 상륙한 곳으로 유명하다)은 만 동쪽 입구에 걸쳐 있다. 만 크기는 남북이 130km, 동서 길이는 60km 정도이다.
1944년 10월 20일, 미군이 필리핀 탈환의 첫 걸음으로 이 레이테 만에 도착하여 23 일 더글러스 맥아더가 세르히오 오스메냐와 함께 상륙하였다. 일본 해군은 이를 격퇴하기 위해 출격한 미 함대 사이에서 레이테 만 전투가 벌어졌지만, 일본의 함대는 레이테 만에 도달하지 못하고 뒤집지도 못해서 대패를 당했다.
2013년에는 태풍 하이옌이 레이테 만을 강타하여 해안을 따라 대규모의 인명 피해와 농산물, 자산 피해를 기록했다.

## 같이 보기
- 산후아니코 해협
- 수리가오 해협